# Райнхард IV фон Ханау-Мюнценберг
Райнхард IV фон Ханау-Мюнценберг (на немски: Reinhard IV. von Hanau-Münzenberg; * 14 март 1473; † 30 януари 1512) е от 1500 г. граф на Ханау-Мюнценберг. Още от 1496 г. той е съ-регент.
Той е син на граф Филип I фон Ханау-Мюнценберг (1449–1500) и съпругата му графиня Адриана фон Насау-Диленбург (1449–1477), дъщеря на граф Йохан IV фон Насау.

## Фамилия
Райнхард IV се жени на 13 февруари 1496 г. за графиня Катарина фон Шварцбург-Бланкенбург (1470 – 1514), дъщеря на граф Гюнтер XXXVIII фон Шварцбург-Бланкенбург (1450 – 1484) и на Катарина фон Кверфурт († 1521). Те имат четири деца:
- Анна (*/† 1498)
- Бертхолд (1499 – 1504)
- Филип II (1501 – 1529)
- Балтазар (1508 – 1534)